# Clădirea Creditul Funciar Urban
Clădirea Creditul Funciar Urban este un monument istoric aflat pe teritoriul municipiului București.